# Conde Vrolok
Conde Vrolok es una telenovela chilena de género terror y romance estrenada el 3 de noviembre de 2009, sucediendo a ¿Dónde está Elisa?. Escrita por Pablo Illanes y producida por Televisión Nacional de Chile.
Es protagonizada por Álvaro Rudolphy y Francisca Lewin. En el reparto; Claudia Di Girolamo, Francisco Reyes, Luz Valdivieso, Matías Oviedo, Alejandra Fosalba, Marcelo Alonso, Francisca Imboden, Julio Milostich, Bastián Bodenhöfer, entre otros.

## Argumento
En Chile de 1880, en época de la Guerra del Pacífico y la crisis económica, la localidad de Santa Bárbara recibe con desconfianza a un nuevo habitante: el conde Domingo Vrolok (Álvaro Rudolphy). Junto a él, arriba la huérfana Montserrat (Luz Valdivieso) –a quien ha adoptado desde niña tras la muerte de sus padres–, y su criado Tadeo (Sebastián Layseca).
Vrolok es recibido con curiosidad por sus habitantes sobre todo después que decide instalarse en la antigua Hacienda Vrolok, cargada de trágicas leyendas de horrores y sangre. Su misterioso magnetismo provoca todo tipo de reacciones y altera a todos los habitantes del pueblo. Esto no será tan fácil, pues el lugar lo inunda de recuerdos y lo obliga a luchar con su humanidad, más aún cuando aparece la belleza prístina, Emilia Verdugo (Francisca Lewin), con quien se obsesiona y cuya presencia comienza a provocar el despertar de su naturaleza más sedienta.
El conde se presenta frente a las dos importantes familias de Santa Bárbara; los Donoso y los Verdugo. La primera está encabezada por el poderoso terrateniente Froilán Donoso (Francisco Reyes), casado con Beatriz Buzeta (Alejandra Fosalba); tiene dos hijos, Gabriel (Matías Oviedo) y Úrsula (Antonia Santa María). Y la segunda, está compuesta por el General de Ejército, Juan de Dios Verdugo (Marcelo Alonso), su esposa, la aristocrática y abnegada Elena Medrano (Claudia Di Girolamo), y sus tres hijos; Emilia, Santiago (Pablo Díaz) y Luisa (Paulette Sève).
De pronto, comienzan a suceder muertes que, inicialmente, obedecerían a una plaga. Pero no todos creen esa historia, el sacerdote católico, Faustino Rengifo (Julio Milostich), junto al doctor Donoso, empiezan a investigar los incidentes, quienes son los primeros en darse cuenta de que tras las muertes hay algo sobrenatural y diabólico. Es por esto que, una serie de horrores y crímenes van develando el oscuro secreto en torno al conde, su condición de vampiro, que buscará expandir en todo su entorno, aunque el amor prohibido que siente por la dulce Emilia pondrá en jaque sus planes. 
Durante un período posterior, Santa Bárbara se ha transformado en un pueblo vulnerable e inestable ante la amenaza de los vampiros, generando el pánico entre los humanos y haciendo colapsar el sanatorio y la iglesia del pueblo. Sin embargo, todo esto se acelerará con el regreso de Santiago desde la guerra y la transformación de Elena Medrano. 
La nueva personalidad sanguinaria y caníbal de Elena arremete contra todos, incluso con Vrolok y con los nuevos vampiros; Úrsula, Santiago, Froilán y la hermana Victoria Buzeta (Francisca Imboden). Además, comienza una venganza descontrolada contra su marido, Juan de Dios, y su amante Beatriz, encendiendo fantasías sexuales con su peón, Dario Gutiérrez (Remigio Remedy).
De pronto, el cuerpo de Elena es poseído por el espíritu de Teresa Salvatierra, quien desde las tinieblas vuelve para recuperar a su amor eterno: Domingo Vrolok. Esto genera una disputa entre Teresa –en el cuerpo de Elena– y Emilia, llegando incluso querer deshacerse de la joven, quien posee un bebé de Vrolok en su vientre.
El temor de los habitantes ante las muertes provocadas por la invasión de vampiros en Santa Bárbara está descontrolada. La debilidad y el horror del pueblo ha desconfigurado el plan inicial de Domingo, generando la molestia del conde. Sin embargo, Santa Bárbara es atacado por un vampiro aún más poderoso que Vrolok: el barón Lucio Martino (Bastián Bodenhöfer). 
Martino es un ser despiadado, retorcido y ha perseguido a Vrolok por todo el mundo durante más de cien años. Su misión es destruir a su aprendiz y examante, Domingo Vrolok y eliminar todo lo que lo rodee. No actúa solo, tiene un ejército de las tinieblas formado por soldados vampiros.

## Reparto

### Principales
- Álvaro Rudolphy como Conde Domingo Vrolok[4]
- Francisca Lewin como Emilia Verdugo[5]
- Claudia Di Girolamo como Elena Medrano / Teresa Salvatierra.[6]
- Francisco Reyes como Froilán Donoso[7]
- Luz Valdivieso como Montserrat Batista[8]
- Alejandra Fosalba como Beatriz Buzeta[9]
- Marcelo Alonso como Juan de Dios Verdugo
- Francisca Imboden como Hermana Victoria Buzeta[10]
- Julio Milostich como Padre Faustino Rengifo[11]
- Matías Oviedo como Gabriel Donoso
- Antonia Santa María como Úrsula Donoso
- Pablo Díaz como Santiago Verdugo
- Remigio Remedy como Darío Gutiérrez
- Nicolás Pérez como Fernando Gutiérrez
- Paulette Sève como Luisa Verdugo
- Sebastián Layseca como Tadeo

### Recurrentes e invitados especiales
- Bastián Bodenhöfer como Barón Lucio Martino[12]
- Héctor Morales como Maximiliano Ariztía
- Violeta Vidaurre como Ercilia Núñez
- Gabriela Medina como Modesta Pérez
- María José León como Agustina Del Solar
- Ángela Vallejo como María Soto
- Otilio Castro como Pancracio Maldonado
- Ruth Zorondo como Hermana Prudencia
- Paulina Eguiluz como Lucía Cienfuegos
- Teresa Hales como prostituta

## Producción
La producción —original de Rodrigo y Felipe Ossandón, con Jorge Ayala— es la primera telenovela de vampiros que se hace en Chile y comenzó rodarse en el Palacio Las Majadas en Pirque. Los guiones fueron escritos por Pablo Illanes, Nona Fernández, Francisca Bernardi y Juan Pablo Olave y el primer spot de la teleserie se emitió el 6 de octubre de 2009 durante la teleserie nocturna ¿Dónde está Elisa?.

### Casting
En primeras instancias, Francisco Melo encarnaría a Juan de Dios Verdugo, papel que declinó tras asumir la conducción de Algo habrán hecho por la historia de Chile. A su reemplazo, Marcelo Alonso negoció con Televisión Nacional para interpretar a Verdugo. La actriz Patricia López negoció su continuidad con Televisión Nacional en el papel de Elena Medrano, pero finalmente los ejecutivos decidieron otorgarle el papel a Claudia Di Girolamo.

## Recepción
Las grabaciones empezaron el 11 de agosto y el primer capítulo salió al aire el 3 de noviembre de ese año. Con un promedio de 44,2 puntos de índice de audiencia, entre las 22:38 y las 23:16 horas, y un peak de 54, se convirtió en el debut más exitoso de una teleserie en la franja nocturna de TVN, lo que se explica en gran parte por la popularidad de la citada telenovela a la que reemplazó. Hacia el final su índice de audiencia había descendido notablemente; su promedio (a fines de mayo de 2010, contando desde su debut) había sido de 20.3 puntos, pero en las últimas dos semanas del ese mes rozó los 18 puntos, "una situación muy diferente a lo que sucedió con su antecesora, que en su etapa final consiguió promediar 40 puntos de sintonía".
Resumen de audiencia
| Horario               | # Eps. | Estreno                | Estreno         | Final              | Final           | Posición | Temporada | Medio |
| Horario               | # Eps. | Data                   | Primer capítulo | Data               | Último capítulo |          | Temporada | Medio |
| --------------------- | ------ | ---------------------- | --------------- | ------------------ | --------------- | -------- | --------- | ----- |
| lunes a viernes 22:30 | 104    | 3 de noviembre de 2009 | 44,2            | 2 de junio de 2010 | 30,2            | 1        | 2009-2010 | 21,4  |

## Emisión internacional
- Estados Unidos: Pasiones TV.